# Sigmodon fulviventer
Sigmodon fulviventer е вид бозайник от семейство Хомякови (Cricetidae).

## Разпространение
Видът е разпространен в Мексико и САЩ (Аризона и Ню Мексико).